# Хадд, Рой
Рой Хадд (16 мая 1936 — 15 марта 2020) — английский комик, актёр, ведущий, радиоведущий, автор и авторитет[что?] в истории развлечений мюзик-холла.

## Ранняя жизнь
Хадд родился в Кройдоне 16 мая 1936 года в семье Эвалины «Иви» (урождённой Бархэм) и Гарри Хадда. Его отец был плотником, который покинул семью вскоре после Второй мировой войны, а его мать, у которой были проблемы с психическим здоровьем, покончила жизнь самоубийством, отравившись газом, когда Хадду было 10 лет. Хадд в основном воспитывался своей бабушкой, учился в Тавистокской средней современной школе в Кройдоне и в средней технической школе Кройдона. После прохождения национальной службы в Королевских ВВС он изучал коммерческое искусство в Политехническом институте на Риджент-стрит. Затем он работал посыльным в рекламном агентстве, оформлял витрины и работал художником по рекламе под руководством Гарри Бека.
Он дебютировал в качестве комика в театре Стритэм-Хилл 27 октября 1957 года в шоу в поддержку Клуба сэра Филипа Гейма, членом которого он был. Первоначально он работал с Эдди Кей, другом из Кройдона, который также был членом клуба мальчиков, и они называли себя «странной парой». В 1958 году они присоединились к Butlin’s Clacton в качестве красных мундиров, работая вместе с Клиффом Ричардом и Дэйвом Алленом.

## Радио
Хотя Хадд и Кей нечасто появлялись на BBC In Town Tonight в 1958 году, Хадд дебютировал на радио в 1959 году на Workers 'Playtime. Он по-прежнему наиболее известен благодаря сатирическому сериалу The News Huddlines на BBC Radio 2, который шел с 1975 по 2001 год. Его другая работа на радио включает роль Макса Куордлеплина, ведущего The Restaurant at the End of the Universe, в оригинальном радио серия The Hitchhiker’s Guide to the Galaxy (1978), (1994-95), Crowned Hudds, The Newly Discovered Casebook of Sherlock Holmes (1999—2000) и Like They’ve Never Been Gone (1999—2002).

## Телевидение
Хадд ворвался на телевидение в середине 1960-х годов в таких скетч-сериалах, как The Illustrated Weekly Hudd и The Roy Hudd Show. Его актёрские роли включают серию Дэвида Фернхэма «Человек-марионетку» для канала 4, серию Денниса Поттера Lipstick on Your Collar, за которую он получил похвалу критиков, и караоке. В середине 1990-х он появился в двух сериях драмы Common As Muck о группе сборщиков мусора вместе с Эдвардом Вудвордом. В 2000 году Хадд появился в роли соседа мистера Смедли в одном из эпизодов сериала One Foot in the Grave. С 2002 по 2003 год он появился как гробовщик Арчи Шаттлворта в мыльной опере ITV Coronation Street, а затем вернулся в качестве гостя в 2006 и 2010 годах; персонаж умер за кадром в декабре 2018 года. Он также снялся в драме ITV 'The Quest' вместе с сэром Дэвидом Джейсоном и Хиуелом Беннеттом с 2002 по 2004 год. В 2007 году он появился в эпизодах New tricks, Casualty (и снова в июле 2019 г.) и The last detective. В 2010 году он появился в драмах BBC Missing и Ashes to Ashes.
В 2012 году он появился в эпизоде драмы BBC Вызовите акушерку. В 2014 году он появился в эпизодах сериалов Midsomer Murders, Law & Order: UK и Holby City. В декабре 2015 года Хадд сыграл Бада Фланагана в драме BBC We’re Doomed! The Dad’s Army Story, о создании знаменитой многолетней ситуационной комедии. В 2016 году он появился в одном из эпизодов Benidorm. В 2017 году он появился в сериале ITV Broadchurch.

## Выступления на сцене
Хадд появлялся во многих пантомимных и эстрадных представлениях. В 1977 году он снялся в роли Фейгина в возрождённой в Вест-Энде мюзикле Лайонела Барта Оливер!. в Театре Олбери, а в 1982 году он сыграл Бада Фланагана в опере Underneath the Arches в Театре «Принц Уэльский», за что получил премию Общества Вест-Энда. В 2000 году он снялся в музыкальной версии Тяжёлых времён в Королевском театре Хеймаркет. В 2008 году он сыграл роль Волшебника в постановке Волшебник страны Оз в лондонском Королевском фестивальном зале[что?]. В 2019 году он гастролировал по Великобритании в постановке пьесы Оскара Уайльда Женщина, не стоящая внимания вместе с Лизой Годдард и Ислой Блэр.

## Мюзик-холл
Хадд написал несколько книг о мюзик-холле, перезаписал записи мюзик-холла и появился в шоу возрождения мюзик-холла The Good Old Days. Радиовещатели считали его авторитетом в этой области, и он был давним президентом Британского общества мюзик-холла. Его компакт-диск Mirth, Magic and Melodrama представляет собой сборник классических монологов времён мюзик-холла, включая The Pig, The Lion and Albert, впервые записанных Стэнли Холлоуэйем. Для Celebrity Mastermind, транслировавшегося в январе 2014 года, Хадд ответил на вопросы по специальной теме комика мюзик-холла Дана Лено.
Он был авторитетом в комиках Максе Миллере[что?] и был известен тем, что изображал Миллера. Он появился в качестве своего героя в аудиоспектакле Doctor who от Big Finish Productions в 2006 году. Он был президентом Общества признательности Макса Миллера.

## Волонтёрство
У Хадда были давние связи с Бристольской больничной службой радиовещания, где он считался почётным членом. В 1994 году он официально открыл свои нынешние студии в Бристольском королевском лазарете. Он также был в прошлом крысиным королем[что?] благотворительной организации шоу-бизнеса Grand Order of Water Rats.
В дополнение к этому, он был первым почетным президентом Sandwell Hospital Radio в Уэст-Бромидже в течение десяти лет, посещая студии, участников и пациентов всякий раз, когда появлялся в Вест-Мидлендсе.

## Смерть
16 марта 2020 года агент Хадда объявил о его смерти 15 марта в возрасте 83 лет в результате «непродолжительной болезни». Он умер в больнице Ипсвича.

## Фильмография
| Год  | Оригинальное название                  | Название на русском               | Роль             |
| 1968 | The Blood Beast Terror                 | Ужас кровавого зверя              | Смайлер          |
| 1971 | Up Pompeii                             | Помпеи                            | Nero’s M.C.      |
| 1971 | The Magnificent Seven Deadly Sins      | Великолепные семь смертных грехов | Рыболов          |
| 1972 | Up the Chastity Belt                   | Пояс целомудрия                   | Ник и Пик        |
| 1972 | The Alf Garnett Saga                   | Сага альфа Гарнетта               | Молочник         |
| 1973 | An Acre of Seats in a Garden of Dreams | Акр мест в саду мечты             | Рассказчик       |
| 1999 | A Kind of Hush                         | Своего рода тишина                | Шеф-повар        |
| 2000 | Purely Belter                          | Чисто Белтер                      | Мистер Cьюэлл    |
| 2005 | Jack, the Last Victim                  | Джек, последняя жертва            | Сэр Джеффри      |
| 2014 | Robot Overlordss                       | Роботы-повелители                 | Код Морзе Мартин |
| 2018 | Patrick                                | Патрик                            | Эрик смотритель  |

## Почести
Хадд был награждён OBE в новогоднем списке наград 2004 года за заслуги в сфере развлечений. В 1983 году (сезон 1982 года) он был награждён Театральной премией Общества Вест-Энда как лучший актёр в мюзикле за роль в фильме Underneath the Arches в роли Бада Фланагана.
С 29 ноября 2010 года Хадд был удостоен почётной степени доктора Письма в Вестминстерском университете; он изучал там коммерческое искусство[что?], когда это был политехнический институт на Риджент-стрит.